# 瓦町 (大阪市)
瓦町（かわらまち）は、大阪府大阪市中央区の町名。現行行政地名は瓦町一丁目から瓦町四丁目。

## 地理
船場のうち北から8番目の町で、北は淡路町、南は備後町、東は東横堀川を挟んで大手通・本町橋、西は西横堀川跡の阪神高速1号環状線北行きを挟んで西区靱本町とそれぞれ接する。

### 河川
- 東横堀川

## 歴史
1872年（明治5年）まで、現在の2 - 4丁目のうち難波橋筋（藤中橋筋） - 中橋筋間は百貫町、中橋筋 - 丼池筋間は南鍋屋町、丼池筋 - 心斎橋筋間は三郎右衛門町、心斎橋筋 - 御堂筋間は津村東之町、御堂筋 - 御霊筋のやや西側間は津村中之町、御霊筋のやや西側以西は津村西之町、西横堀川沿いは浜町という町名だった。
1962年（昭和37年）に埋め立てられた西横堀川には新天満橋が架橋されていた。

### 地名の由来
江戸時代に建築関係商が多かったことが由来である。

## 世帯数と人口
2019年（平成31年）3月31日現在の世帯数と人口は以下の通りである。
| 丁目       | 世帯数  | 人口    |
| ---------- | ------- | ------- |
| 瓦町一丁目 | 561世帯 | 884人   |
| 瓦町二丁目 | 138世帯 | 170人   |
| 瓦町三丁目 | 89世帯  | 143人   |
| 瓦町四丁目 | 49世帯  | 59人    |
| 計         | 837世帯 | 1,256人 |

### 人口の変遷
国勢調査による人口の推移。
| 1995年（平成7年）  | 126人   | [ 5 ] |  |
| 2000年（平成12年） | 117人   | [ 6 ] |  |
| 2005年（平成17年） | 761人   | [ 7 ] |  |
| 2010年（平成22年） | 922人   | [ 8 ] |  |
| 2015年（平成27年） | 1,139人 | [ 9 ] |  |

### 世帯数の変遷
国勢調査による世帯数の推移。
| 1995年（平成7年）  | 50世帯  | [ 5 ] |  |
| 2000年（平成12年） | 64世帯  | [ 6 ] |  |
| 2005年（平成17年） | 505世帯 | [ 7 ] |  |
| 2010年（平成22年） | 635世帯 | [ 8 ] |  |
| 2015年（平成27年） | 756世帯 | [ 9 ] |  |

## 事業所
2016年（平成28年）現在の経済センサス調査による事業所数と従業員数は以下の通りである。
| 丁目       | 事業所数  | 従業員数 |
| ---------- | --------- | -------- |
| 瓦町一丁目 | 128事業所 | 2,278人  |
| 瓦町二丁目 | 151事業所 | 2,856人  |
| 瓦町三丁目 | 181事業所 | 4,257人  |
| 瓦町四丁目 | 250事業所 | 4,032人  |
| 計         | 710事業所 | 13,423人 |

## 施設

### 居住施設
- シティタワー大阪

### 企業
- アサヒ軽金属工業
- アドバンスクリエイト
- ガロー
- 京阪神ビルディング
- サンケイリビング新聞社
- 千寿製薬
- セブンツーセブン
- ZONE
- 日鉄興産（旧：日鉄住金興産）
- 日本毛織（登記上の本店は神戸市中央区）
- ファースト信託
- YRK and（旧：ヤラカス舘本店）

### かつて存在した施設
- レイコフ
- 大阪トラベルサービス
- 一村産業（中之島に移転済）
- 燦キャピタルマネージメント

## 交通

### 鉄道
- 最寄り駅はOsaka Metroの本町駅および堺筋本町駅。

### 道路
高速
- 阪神高速1号環状線

国道
- 国道25号（御堂筋）

主要地方道
- 大阪府道102号恵美須南森町線（堺筋）

## 出身者
- 端田泰三（実業家）
- 早瀬太郎三郎（今木屋、貸地業、桐花興業社長、地主、大阪土地協会会長、資産家）
- 山田喜之助（弁護士、衆議院議員） - 生家は瓦町の砂糖商。東京代言人組合会長、司法次官を歴任。

## その他

### 日本郵便
- 〒541-0048[3]（集配局：大阪東郵便局[11]）